# Amministratore delegato

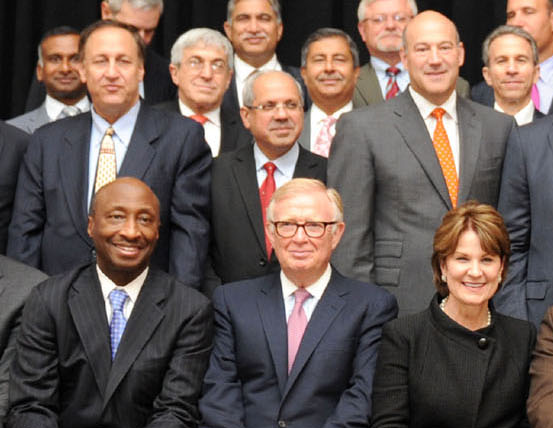
Un gruppo di AD di Fortune 500 nel 2015.

L'amministratore delegato (AD), anche consigliere delegato (CD), è un componente del consiglio di amministrazione di una società per azioni, società di persone o altra azienda organizzata in modo analogo, a cui sono stati conferiti dal consiglio stesso ampi poteri decisionali sulle azioni e sulla struttura dell'attività aziendale, e che svolge un ruolo di preminenza al suo interno.

## Caratteristiche generali
Negli ordinamenti che, sul modello tedesco, adottano il sistema dualistico di governo d'impresa, scindendo il consiglio di amministrazione in due organi collegiali, il consiglio di sorveglianza e il consiglio di gestione, il ruolo di capo azienda è svolto collegialmente da quest'ultimo che ha un proprio presidente (Vorstandsvorsitzender in Germania) diverso dal presidente del consiglio di sorveglianza.

## Nel mondo
Il titolo attribuito al capo azienda varia secondo le tradizioni nazionali: il titolo di amministratore delegato è impiegato, ad esempio, in Italia, in Svizzera (ma solo se la persona in questione è altresì membro del consiglio d'amministrazione), Portogallo e Belgio ma viene correntemente utilizzato anche per tradurre in italiano le diverse denominazioni utilizzate in altri paesi.
In molti paesi, dov'è diffuso il modello francese, si usa il titolo di direttore generale (ad esempio, il director general nei paesi di lingua spagnola) che, invece, in Italia designa solitamente un amministratore subordinato all'amministratore delegato. In Svizzera si utilizza invece la semplice qualifica di direttore, ma unicamente se chi ricopre tale incarico è un terzo non membro del consiglio d'amministrazione. In Francia e in altri paesi francofoni è spesso detto président-directeur général (PDG) in quanto ricopre anche il ruolo di presidente del consiglio di amministrazione (in Québec, però, si utilizza anche il titolo di chef de la direction). In Svezia è detto verkställande direktör (VD), in Norvegia e Danimarca administrerende direktør (adm. dir.).

### Giappone
Ha solitamente il titolo shachō (社長?), traducibile con presidente. Può inoltre esserci un kaichō (会長?), traducibile con presidente del consiglio di amministrazione: tradizionalmente un shachō ormai ritiratosi, talora il fondatore della società, che può mantenere una notevole influenza, pur senza poteri formali. Il shachō e altri senior manager, a volte anche il kaichō, sono daihyō torishimariyaku (代表取締役?), membri del consiglio di amministrazione ai quali lo stesso ha delegato poteri.
Soprattutto nelle società più piccole, il capo azienda può essere anche presidente del consiglio di amministrazione (cosiddetta CEO duality), sebbene sia considerata buona prassi la separazione tra le due cariche. Nelle società statunitensi il CEO può avere la carica di presidente (president) della società, distinta da quello di presidente (chairman) del consiglio di amministrazione; in certe società, soprattutto di grandi dimensioni, la carica di presidente della società è, invece, attribuita a un dirigente direttamente subordinato al CEO, il chief operating officer (COO), figura assimilabile al direttore operativo o più spesso al direttore generale delle società italiane.

### Italia
In Italia il titolo è solitamente attribuito al membro del consiglio di amministrazione posto a capo dell'organizzazione aziendale, il cosiddetto capo azienda; a volte si distingue l'amministratore delegato così inteso dal consigliere delegato, membro del consiglio con una delega limitata, ad esempio a una determinata funzione aziendale. L'AD non va confuso con il presidente (del CdA) che, quando esiste la figura dell'AD, ha una funzione politica ovvero di rappresentanza e di garanzia nei confronti dell'assemblea dei soci/azionisti.
La figura dell'amministratore delegato delle società per azioni è disciplinata dall'art. 2381 del Codice civile contenuto nel Libro V, Titolo V, Capo V, sezione VI bis. Secondo tale articolo, se lo statuto o l'assemblea lo consentono, il consiglio di amministrazione può delegare proprie attribuzioni a un comitato esecutivo, composto da alcuni dei suoi componenti, o a uno o più dei suoi componenti, gli amministratori delegati (organi delegati).
In tal caso il consiglio determina il contenuto, i limiti e le eventuali modalità di esercizio della delega; può sempre impartire direttive agli organi delegati e avocare a sé operazioni rientranti nella delega. Sulla base delle informazioni ricevute valuta l'adeguatezza dell'assetto organizzativo, amministrativo e contabile della società; esamina i piani strategici, industriali e finanziari della società, se predisposti; valuta, sulla base della relazione degli organi delegati, il generale andamento della gestione. Gli amministratori sono comunque tenuti ad agire in modo informato; ciascun amministratore può chiedere agli organi delegati che in consiglio siano fornite informazioni relative alla gestione della società.
Gli organi delegati curano che l'assetto organizzativo, amministrativo e contabile sia adeguato alla natura e alle dimensioni dell'impresa e riferiscono al consiglio di amministrazione e al collegio sindacale, con la periodicità fissata dallo statuto e in ogni caso almeno ogni sei mesi, sul generale andamento della gestione e sulla sua prevedibile evoluzione nonché sulle operazioni di maggior rilievo, per le loro dimensioni o caratteristiche, effettuate dalla società e dalle sue controllate.
Non possono essere delegate:
- la facoltà di emettere obbligazioni convertibili;
- la redazione del bilancio di esercizio;
- la facoltà di aumentare il capitale sociale;
- gli adempimenti relativi alla riduzione del capitale sociale per perdite;
- la redazione del progetto di fusione con altre società;
- la redazione del progetto di scissione della società.

Se lo statuto della società ha adottato il sistema dualistico, la gestione dell'impresa spetta esclusivamente al consiglio di gestione, il quale può però delegare proprie attribuzioni a uno o più dei suoi componenti secondo le stesse regole ora viste (art. 2409-novies del codice civile italiano).
Amministratore delegato e direttore generale (qualora esista questa figura) sono due ruoli molto diversi: il direttore generale è il capo degli altri direttori e/o manager, ha compiti direttivi ma operativi ed è subordinato all'AD. Il DG è un dirigente cioè un dipendente dell'azienda di cui è direttore generale, a differenza dell'AD che, per definizione, è un amministratore e risponde solo ai soci/azionisti.

### Regno Unito
Il titolo di Managing Director (MD) viene generalmente utilizzato in Gran Bretagna dalle public limited company (società per azioni le cui azioni sono offerte al pubblico) oltre che dalle organizzazioni non profit e dalle agenzie pubbliche. Il caso Ferguson v Wilson del 1866 fu il primo di un consolidato orientamenti giurisprudenziale, che affermò che ogni impresa in quanto titolare di personalità giuridica, è obbligata ad avere un legale rappresentante (director), legittimato attivamente e passivamente ad agire in giudizio in nome e per conto di essa. Soltanto a questi, gli azionisti possono chiedere di essere rappresentati in giudizio. La sezione 154 del Companies Act del 2006 richiede che qualsiasi società privata abbia almeno un rappresentante e qualsiasi società pubblica ne abbia almeno due.
Il caso Hutton v West Cork Railway Co del 1883 stabilì l'obbligo di porre dei limiti al potere di spesa degli amministratori societari nei confronti di soggetti diversi dagli azionisti soci. Il Companies Act del 2006 affermò il primato degli azionisti secondo il principio dell'Enlightened Shareholder Value, per il quale gli amministratori sono il primo riferimento dei titolari di quote e sono tenuti a operare nel loro primario interesse. Allo stesso tempo, la norma introdusse la previsione di un diritto-dovere del gruppo dirigente a tenere conto nell'ambito della propria gestione anche dei portatori di diritti e di interessi legittimi diversi dai detentori della proprietà, quali sono ad esempio i lavoratori dipendenti nel corso di una procedura concorsuale fallimentare. La sezione 172 del Companies Act del 2006 stabilisce che:
(2006 Companies Act, Regno Unito, sezione 171)
Il testo prosegue affermando che gli amministratori devono pesare l'impatto di qualsiasi decisione nel lungo termine, l'interesse dei lavoratori, l'impatto dell'operatività sull'ambiente e le comunità locali, la necessità di instaurare relazioni durature con i clienti e con i fornitori, l'opportunità che il disbrigo degli affari preservi una reputazione pubblica in conformità a elevati standard etici e la necessità di una condotta corretta all'interno dei membri della compagnia.

### Stati Uniti d'America
Negli USA è denominato chief executive officer (CEO), termine che si è ormai diffuso internazionalmente nel linguaggio economico e giornalistico, mentre negli altri paesi anglosassoni si usa di solito il titolo di managing director (MD).

#### Compensi
A titolo meramente indicativo nel 2000 il compenso medio pro capite era di 11,3 milioni di dollari, di questo il 60% derivava da stock option, il 18% da bonus annuo, l'11% da azioni privilegiate, il 9% lo stipendio.

## Presenza femminile

### Nel mondo
Secondo il rapporto di McKinsey intitolato Girls in Tech Repairing the broken rung on the career ladder for women in technical roles, le società che valorizzano il genere femminile e che sono di tipo eterogeneo hanno il 48% di probabilità di sovraperformare quelle incentrate sul modello maschile.
Al febbraio 2023, nelle aziende quotate nell'indice S&P 500, 41 posizioni di CEO (pari all'8.2%) erano occupate da donne.

### Italia
Al febbraio 2023, nel principale listino quotato a Piazza Affari nessuna donna ricopriva la carica di amministratore delegato. La componente femminile nei Consigli di Amministrazione italiani è ridotta al 40.8%. Al febbraio 2023, nessuna azienda partecipata dallo Stato ha avuto una donna come amministratore delegato.